# 李藩 (嘉庆进士)
李藩（？—？），直隸省順天府寶坻縣（今天津市宝坻区）人，清朝政治人物，進士出身，官至建昌知府。

## 生平
清朝嘉庆十九年甲戌科进士，殿试授礼部仪制司主事升员外郎。后外放为安徽省颍州知府，在任期间“民情得平，署无积案，属吏守法，公庭整肃”。后卒于江西省建昌府知府任上。。